# Comité d’études
Das Comité d’études (dt.: „Studienkommission“) war eine halbstaatliche französische Forschergruppe, die sich auf die Erforschung des Saargebietes und des Rheinlands spezialisierte. Die Kommission bestand zwischen 1917 und 1918.

## Geschichte
Das Comité d’études wurde vom französischen Premierminister Aristide Briand Anfang 1917 ins Leben gerufen. Beraten wurde er dabei von Charles Benoît, dem Dekan der Philosophischen Fakultät der Universität Nancy. Die Kommission sollte den französischen Gebietsanspruch und die Sicherheitsgarantien gegenüber dem Deutschen Reich legitimieren und untermauern. Den Vorsitz übernahm der Historiker Ernest Lavisse. Um dieses Ziel zu erreichen, stellten die führenden Wissenschaftler Frankreichs einen umfangreichen Katalog an Argumenten zusammen, die vor allem geographisch und historisch fundiert sein sollten. Hauptargumente waren, dass das Saarland historisch mehrfach über einen langen Zeitraum zu Frankreich gehört habe und es keine natürliche Trennlinie zwischen Saarland und dem Département Moselle geben würde.
1917 wurde eine Denkschrift von Paul Vidal de la Blache veröffentlicht, die historische Rechte von Frankreich an das Saargebiet aufführte. Ein weiterer Protagonist des Comité d’études war der französische Numismatiker Ernest Babelon, der ein zweibändiges Werk über den Kampf zwischen Rom und den Germanen schrieb und als Lösung dieses seiner Meinung nach Jahrtausende alten Konflikts ein französisches Militärprotektorat vorschlug. Er verwendete auch die Forschung von Blache, aber beging eine Zitatfälschung, um einen Rückkehrwillen der saarländischen Bevölkerung zu Frankreich zu belegen.
Bei den Friedensverhandlungen, die schließlich im Friedensvertrag von Versailles mündeten, war André Tardieu als Unterhändler Frankreichs eingesetzt. Er berief das Comité d’études als Arbeitsgruppe der Regierung ein und versuchte durch die Forschungsergebnisse der Gruppe einen Herrschaftsanspruch über das Saargebiet anzumelden. Dies wurde letztlich jedoch abgelehnt. Frankreich wurde lediglich das Besitzrecht an der Saarkohle eingeräumt und das Saargebiet bis 1935 unter Völkerrechtsmandat gestellt.

## Bekannte Mitglieder
- Ernest Lavisse (Vorsitzender)
- Paul Vidal de la Blache
- Ernest Babelon
- Christian Pfister
- Philippe Sagnac
- François Victor Alphonse Aulard
- Charles Seignobos
- Camille Jullian
- Lucien Gallois
- Emmanuel de Martonne
- Ernest Denis